# Gyöngyös műemlékeinek listája
Ez a lista Gyöngyös város és Gyöngyöspüspöki városrész műemlékeit tartalmazza. Gyöngyös Heves megye második legnagyobb városa. A városban közel 50 műemlék található.

## A lista
| Műemlék                                                                                     | Cím                                       | Koordináták  | Stílus       | Törzsszám  | Megjegyzés | Kép              |
| ------------------------------------------------------------------------------------------- | ----------------------------------------- | ------------ | ------------ | ---------- | ---------- | ---------------- |
| Református templom                                                                          | Arany János u. 2–4.                       | Koordináták? | barokk       | 2070       |            | Nincs (még) kép! |
| Ferences templom (Sarlós Boldogasszony)                                                     | Barátok tere                              | Koordináták? | gótika       | 2106       |            |                  |
| Ferences kolostor                                                                           | Barátok tere 1.                           | Koordináták? | barokk       | 2107       |            | Nincs (még) kép! |
| Kálvária                                                                                    | Damjanich János u. 15.                    | Koordináták? | barokk       | 2074       |            |                  |
| Lakóház                                                                                     | Deák F. u. 38.                            | Koordináták? | historizáló  | 10673      |            |                  |
| Lakóház                                                                                     | Dózsa György út 2–4.                      | Koordináták? | klasszicista | 2075       |            | Nincs (még) kép! |
| Grüssner-villa (Tüdőbeteg-gondozó Intézet)                                                  | Egri u. 2.                                | Koordináták? | historizáló  | 9377       |            | Nincs (még) kép! |
| Pietà-szobor                                                                                | Egri út                                   | Koordináták? | barokk       | 2076       |            | Nincs (még) kép! |
| Szent Orbán-templom                                                                         | Eötvös Loránd tér                         | Koordináták? | barokk       | 2078       |            |                  |
| Bérház                                                                                      | Epreskert út 10.                          | Koordináták? | modern       | 9379       |            | Nincs (még) kép! |
| Régi zsinagóga                                                                              | Eszperantó út                             | Koordináták? | klasszicista | 7916       |            |                  |
| Borospincék                                                                                 | Farkasmály 1–13.                          | Koordináták? |              | 2079       |            | Nincs (még) kép! |
| Szent Bertalan-templom                                                                      | Fő tér                                    | Koordináták? | barokk       | 2101       |            |                  |
| Kőkereszt                                                                                   | Fő tér                                    | Koordináták? | barokk       | 2102       |            |                  |
| Mária megkoronázása-szobor                                                                  | Fő tér                                    | Koordináták? | barokk       | 2103       |            |                  |
| Kereskedelmi Bank Székház                                                                   | Fő tér 2.                                 | Koordináták? | szecesszió   | 2082       |            |                  |
| Lakóház                                                                                     | Fő tér 5.                                 | Koordináták? | barokk       | 2083       |            |                  |
| Lakóház                                                                                     | Fő tér 8.                                 | Koordináták? | barokk       | 2084       |            |                  |
| Heves Megyei Bank Rt.                                                                       | Fő tér 9.                                 | Koordináták? | szecesszió   | 10249      |            |                  |
| Grassalkovich-palota (Városi Könyvtár)                                                      | Fő tér 10.                                | Koordináták? | historizáló  | 2085       |            |                  |
| Orczy-levéltár                                                                              | Fő tér 11.                                | Koordináták? | klasszicista | 2086       |            |                  |
| Rusz-ház                                                                                    | Jókai u. 8. – Sas utca                    | Koordináták? | szecesszió   | 9376       |            |                  |
| Hajdu-ház                                                                                   | Jókai u. 24. – Szent István utca          | Koordináták? | historizáló  | 10438      |            |                  |
| Cselédlakások és istálló                                                                    | Kármán József u. 1–3. – Zöldhíd utca      | Koordináták? | klasszicista | 2087       |            |                  |
| Ispita                                                                                      | Koháry u. 2.                              | Koordináták? | barokk       | 2071       |            | Nincs (még) kép! |
| Árpád-házi Szent Erzsébet-templom                                                           | Kossuth Lajos utca                        | Koordináták? | barokk       | 2090       |            | Nincs (még) kép! |
| Nemzeti Bank és Tűzoltólaktanya (Körzeti Földhivatal és Hivatásos Önkormányzati Tűzoltóság) | Kossuth Lajos utca 1.                     | Koordináták? | historizáló  | 9378       |            | Nincs (még) kép! |
| Szantho-ház                                                                                 | Kossuth Lajos utca 8.                     | Koordináták? | barokk       | 2091       |            | Nincs (még) kép! |
| Orczy-kastély (Mátra Múzeum)                                                                | Kossuth Lajos utca 40.                    | Koordináták? | klasszicista | 2092       |            |                  |
| Erős–Bíró-kúria                                                                             | Nádor u. 10.                              | Koordináták? | klasszicista | 2080       |            |                  |
| Angyal csárda és gazdasági épülete                                                          | Pesti út 2.                               | Koordináták? | barokk       | 2118       |            |                  |
| Víztorony                                                                                   | Petőfi út                                 | Koordináták? | historizáló  | 10250      |            |                  |
| Haller–Berényi–Orczy-kastély                                                                | Petőfi út 30–32–34                        | Koordináták? | barokk       | 2097, 2098 |            |                  |
| Olajbanfőtt Szent János-templom                                                             | Gyöngyöspüspöki, Püspöki út               | Koordináták? | barokk       | 2088       |            |                  |
| Érseki intézőház                                                                            | Gyöngyöspüspöki, Püspöki út 23.           | Koordináták? | barokk       | 2089       |            |                  |
| Lakóház                                                                                     | Rózsa utca 6.                             | Koordináták? | klasszicista | 2099       |            | Nincs (még) kép! |
| Sóház                                                                                       | Sóház tér 2.                              | Koordináták? | barokk       | 2100       |            |                  |
| Szent Korona-ház (R. k. plébánia)                                                           | Szent Bertalan u. 3.                      | Koordináták? | barokk       | 2094       |            |                  |
| Szent Donát-szobor                                                                          | Szent Bertalan u. 3.                      | Koordináták? | barokk       | 2077       |            |                  |
| Jezsuita gimnázium (Pátzay János Zeneiskola)                                                | Szent Bertalan u. 11.                     | Koordináták? | barokk       | 2093       |            |                  |
| Mária-szobor                                                                                | Szent Bertalan u. 11.                     | Koordináták? | barokk       | 2104       |            |                  |
| Nepomuki Szent János-kápolna                                                                | Vachott Sándor út 1.                      | Koordináták? | barokk       | 2109       |            |                  |
| Vachott-ház                                                                                 | Vachott Sándor út 8.                      | Koordináták? | barokk       | 2110       |            |                  |
| Lakóház                                                                                     | Vachott Sándor út 9.                      | Koordináták? | klasszicista | 2111       |            |                  |
| Lakóház                                                                                     | Vachott Sándor út 10.                     | Koordináták? | barokk       | 2112       |            |                  |
| Görögkeleti templom és paplak                                                               | Vachott Sándor út 12.                     | Koordináták? | barokk       | 2113, 2114 |            |                  |
| Kvártélyház                                                                                 | Vármegyeház tér 1.                        | Koordináták? | barokk       | 2115       |            |                  |
| Szentlélek–kápolna                                                                          | Zrínyi Miklós utca 3.                     | Koordináták? | historizáló  | 2120       |            | Nincs (még) kép! |
| Izraelita temető                                                                            | Külterület                                | Koordináták? |              | 2108       |            | Nincs (még) kép! |
| Kőkereszt                                                                                   | Gyöngyössolymos, Patai (Tarján) út mentén | Koordináták? |              | 10781      |            | Nincs (még) kép! |

| Index: | Start - A Á B C D E É F G H I J K L M N O Ö P Q R S T U V W X Y Z |